# Maersk Air
Maersk Air — нині неіснуюча данська бюджетна авіакомпанія, що базується у місті Драгер; Maersk була частиною A. P. Moller-Maersk Group. Вона існувала з 1969 по 2005 рік, поки не була викуплена ісландською інвестиційною групою Fons Eignarhaldsfélag і відразу ж злита з іншим данським перевізником, Sterling European Airlines. Нова укрупнена компанія отримала назву Sterling Airlines, і через місяць була продана групі FL Group, що володіє авіакомпанією Icelandair і 16,8 % акцій EasyJet.

## Історія

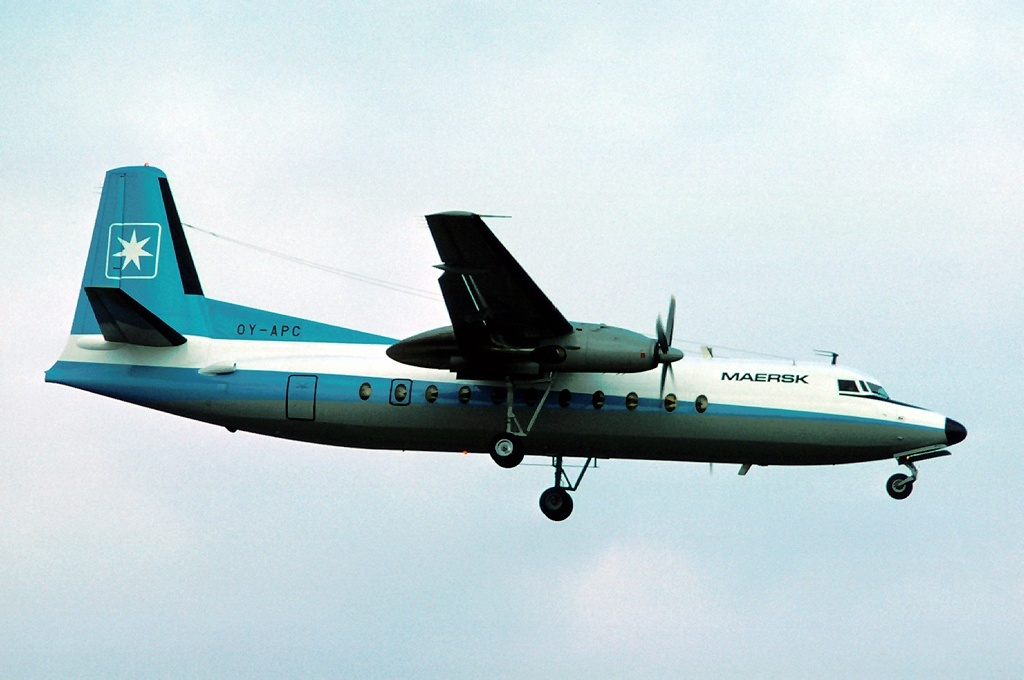
Fokker F-27 в 1976 році

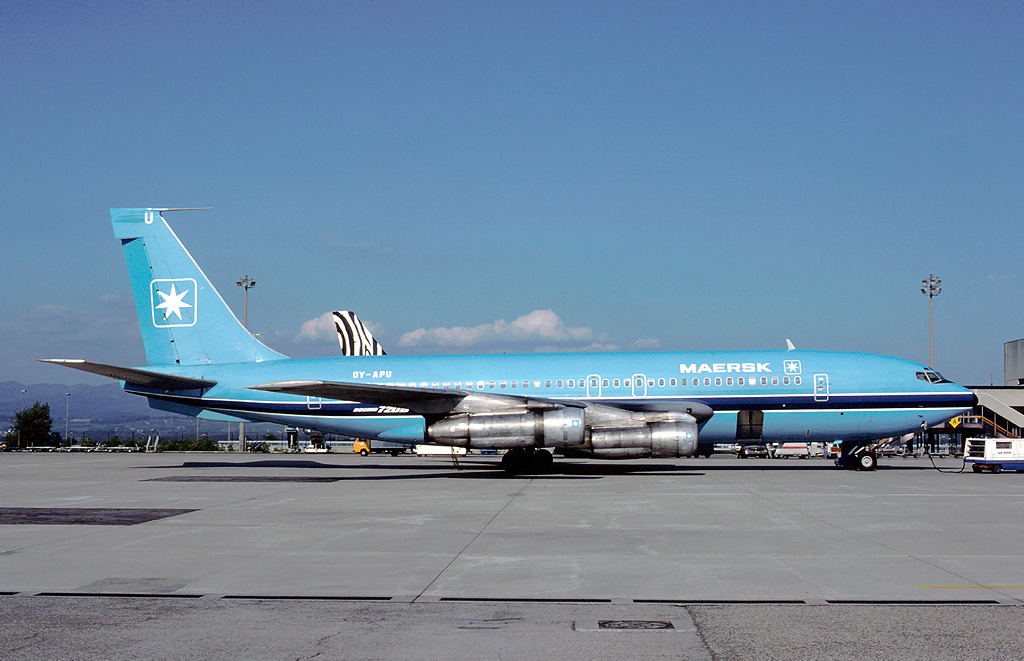
Boeing 720 у 1980 році

Група A. P. Moller-Maersk Group почала шукати можливості для інвестицій в авіаційний бізнес у середині 1960-х років. Для компанії, що займається вантажно-транспортними перевезеннями з початку двадцятого століття, створення власної авіакомпанії виглядало природним і логічним кроком у розвитку. Група Maersk купила в 1969 році Falck Air, що виконувала регулярні перевезення між Копенгагеном і Оденсе. Для Maersk Air були куплені три нових літаки Fokker F-27.
У 1971 році почалися польоти в аеропорт Вагар (Фарерські острови); в тому ж році Maersk разом з Scandinavian Airlines System і Cimber Air утворили DANAIR як зонтичну організацію з метою координації внутрішніх перевезень по Данії.
Boeing 707 був куплений в 1973 році для обслуговування чартерних перевезень на Середземномор'ї; в тому ж році були куплені вертольоти для обслуговування нафтових родовищ на Північному морі.
Літаки Boeing 737 були прийняті у флот у 1976 році, компанія стала тестовим експлуатантом для літаків цього типу на короткій злітно-посадковій смузі аеропорту Вагар (Фарерські острови). Maersk також була тестовою компанією для літаків Boeing 737-300 в 1985 році та Boeing 737-700 в 1995-м.
Перші міжнародні маршрути були запущені на початку 1980-х років — спочатку в норвезький Ставангер, потім — у британський Саутенд-он-Сі.
Maersk купила на початку 1990-х років 49 % акцій Estonian Air; у 2003 році угода була розірвана.
30 червня 2005 року A. P. Moller-Maersk Group погодилася продати Maersk Air ісландському інвестиційному фонду Fons Eignarhaldsfélag, у вересні того ж року вона і Sterling European Airlines злилися в єдину компанію Sterling Airlines.

## Флот

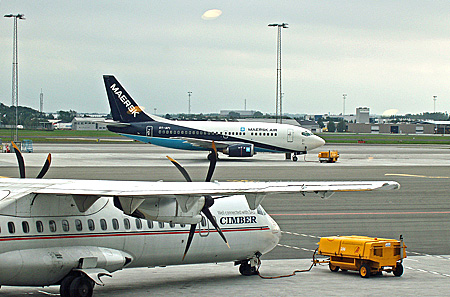
Boeing 737 в останньому розфарбуванні

Флот Maersk Air fleet перед злиттям у Sterling Airlines складався з наступних суден:
- 5 Boeing 737-500
- 13 Boeing 737-700